# Spilocuscus wilsoni
Spilocuscus wilsoni  — вид ссавців з когорти сумчасті (Marsupialia), родини кускусових.

## Розповсюдження
Цей вид є ендеміком островів Біак і Супіорі, Індонезія. Живе в низовині тропічних вологих лісів.

## Загрози та охорона
Цей вид знаходиться під загрозою швидкої, безперервної вирубки середовища проживання, і полювання для їжі та збору як домашніх тварин місцевими жителями. Острів Супіорі є охоронною територією.